# Teen Idol Eyes
Teen Idol Eyes è il quinto singolo della punk rock band statunitense $wingin' Utter$ pubblicato per la TKO Records nel 1999.

## Formati

### 7"
1. Teen Idol Eyes
2. To Return Now

## Formazione
- Johnny Bonnel - voce
- Max Huber - chitarra
- Greg McEntee - batteria
- Spike Slawson - basso
- Darius Koski - chitarra, voce